# Граница Аргентины и Чили
Аргентино-чилийская граница (исп. Frontera entre Argentina y Chile) — государственная граница между Аргентиной и Чили. Протяжённость границы составляет 5 308 километров, что делает её третьей по протяжённости в мире после границы Канады и США (8891 км) и казахстанско-российской границы (7598,8 км) и самой длинной сухопутной границей в Южной Америке. Она отделяет Чили от Аргентины по Андам и островам архипелага Огненная Земля. Однако, несмотря на общее урегулирование в 1980-х годах, существуют отдельные пограничные споры, в частности, вокруг Южного Патагонского ледникового поля. Это самая длинная граница для двух стран, опережающая по длине границы Аргентины и Парагвая, Чили и Боливии, — вторые по длине границы Аргентины и Чили соответственно.

## Описание
Крайняя северная точка границы — это пограничный стык границ Аргентины, Боливии и Чили на засушливом плато Пуна-де-Атакама. Граница тянется на юг вдоль основного водораздела Анд, через Южное Патагонское ледниковое плато, затем разделяя остров Огненная Земля на западную (чилийскую) и восточную (аргентинскую) части к выходу к точке слияния Магелланова пролива и Атлантического океана в проливе Бигл в нескольких километрах к юго-западу от Ушуайи.

## История

На этой карте показана текущая граница в Южном Патагонском ледниковом плато, участок B ещё не определён.

В ноябре 1984 года южный участок границ был окончательно определён после долгих переговоров и при посредничестве папы римского Иоанна Павла II бессрочным Договором о мире и дружбе 1984 года между Чили и Аргентиной, подписанным 29 ноября 1984 года в Ватикане представителями обеих стран.
16 декабря 1998 года между Аргентиной и Чили было подписано соглашение о пересмотре линии границы от горы Фицрой до горы Даудет и завершении исторического спора. Однако обе страны не пришли к согласию на участке между горами Фицрой и Муральон, и граница до сих пор не определена.
Открытым остаётся вопрос пролегания границы в Южном Патагонском ледниковом плато и Антарктиде.

## Существующие споры
В настоящее время спорными остаются два участка границы — в Южном Патагонском ледниковом плато и в Антарктиде, хотя последний отошёл на второй план из-за вступления в силу Договора об Антарктике: претензии на него пересекаются с претензиями третьей страны — Великобритании.

### Южное Патагонское ледяное поле
В 1998 году Аргентина и Чили обсудили прекращение спора о Южном Патагонском ледниковом поле, в результате было заключено соглашение, в котором планировалось заново провести демаркацию между горой Фицрой и пиком Даудет, но была лишь заново определена территория между горами Муральон и Даудет (соответствующая разделу А Соглашения) и проведена часть границы между горами Фицрой и горным массивом к западу от них. Граница между Аргентиной и Чили до сих пор остаётся полностью не демаркированной. Как следует из соглашения 1998 года между двумя государствами, эта территория, называемая Южным Патагонским ледяным полем, находится между аргентинской провинцией Санта-Крус и чилийской областью Магальянес. Две страны не смогли договориться о границе между Фицроем и Муральоном, поэтому было достигнуто следующее соглашение по данной территории (раздел B):

В районе, определённом между параллелями 49°10'00" и 49°47'30" южной широты и меридианами 73°38'00" и 72°59'00" западной долготы, согласно системе географических координат Campo Inchauspe 1969 года, Стороны поручают Совместной пограничной комиссии Чили-Аргентина провести топографическую съёмку с целью совместного составления карты масштаба 1:50 000, в соответствии с положениями вышеупомянутого Протокола 1941 года и сопутствующих документов. Такая топографическая съёмка в вышеупомянутом масштабе является необходимым условием для проведения демаркации на местности.Оригинальный текст (исп.)En el área determinada entre los paralelos de Latitud Sur 49°10'00" y 49°47'30" y los meridianos de Longitud Oeste 73°38'00" y 72°59'00", según sistema de coordenadas geográficas Campo Inchauspe 1969, las Partes encomiendan a la Comisión Mixta de Límites Chile-Argentina la realización del levantamiento a fin de confeccionar conjuntamente la carta a escala 1:50.000, conforme a lo dispuesto en el citado Protocolo de 1941 y en sus documentos conexos. Dicho levantamiento cartográfico en la mencionada escala constituirá un requisito imprescindible para llevar a cabo la demarcación en el terreno.

### Антарктида

Перекрывающиеся аргентинские и чилийские территориальные претензии на Антарктиду (с 1946 года по настоящее время).

Чили и Аргентина имеют территориальные претензии в Антарктиде, частично перекрывающие друг друга. Чили претендует на Чилийскую антарктическую территорию, входящую в состав провинции Антарктика-Чилена области Магальянес-и-ла-Антарктика-Чилена, а Аргентина — на Аргентинскую Антарктиду, территория которой входит в провинцию Огненная Земля, Антарктида и острова Южной Атлантики. Однако фактически Аргентиной контролируется только первая часть, в то время как вторая согласно Антарктической конвенции 1961 года является нейтральной территорией, а Южные Сандвичевы острова контролируется Великобританией.
Большинство государств не признаёт суверенитет Чили над Чилийской Антарктикой. Аргентина и Великобритания считают часть указанной территории своей. На момент выдвижения территориальных претензий на эту территорию уже претендовали Япония, снявшая свои территориальные претензии после подписания Сан-Францисского мирного договора, согласно статье 2 которого Япония по итогам Второй мировой войны отказалась от всех претензий на какие-либо права, правооснования или интересы в отношении своих бывших колоний и любой части Антарктического района, и Великобритания, продолжающая считать отдельную часть территорий антарктических секторов Чили и Аргентины своей в качестве Британской антарктической территории.
Аргентина и Чили взаимно признают территории друг друга, которые не пересекаются с их собственными, как это предусмотрено протоколами 1947, 1948, 1964, 1971 и 1978 годов.